# 卡路士·昆洛斯

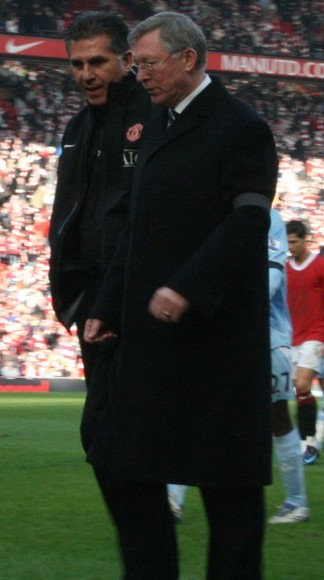
凯罗斯（左）与弗格森

卡洛斯·曼努埃尔·布里托·莱亚尔·德凯罗斯（葡萄牙語：Carlos Manuel Brito Leal de Queiroz，發音：['kaɾluʃ kɐi'ɾɔʃ]；1953年3月1日—）是一名葡萄牙籍足球教練，他曾在英格蘭球會曼聯擔當主教練費格遜的助理，他是弗格森曼聯生涯中的第四個助理教練。在2011-2019年接任伊朗國家隊教練一職。現執教伊朗國家足球隊。
昆洛斯在生涯中贏得幾個青年軍的獎項，而他在一線隊和球會中，某程度上也獲得成功。他被視為葡萄牙1990年代的「黃金一代」的啟發者，發掘了包括費高和雷哥斯達這兩個FIFA 100名單中的成員。在1998年，他的著作《Q-Report》內，詳細地計劃了如何加強美國在足球員上的培訓。
昆洛斯也是已解散的A1GP汽車大獎賽葡萄牙車隊兩位持有人之一，另一位是費高。

## 職業生涯
昆洛斯在莫桑比克的楠普拉出生，當時莫桑比克是葡萄牙的殖民地。昆洛斯曾經有一段短時間曾做過職業足球員，之後轉為職業教練。在1975年莫桑比克宣佈獨立後，他移居至葡萄牙。他在葡萄牙建立了培訓年輕人的印象，他帶領葡萄牙國家青年足球隊贏得兩届世青杯冠軍，分別在1989年和1991年。作為青年隊的教練，昆洛斯被譽為是葡萄牙國家足球隊「黃金一代」的發現者。當中包括路易斯·菲戈、鲁伊·科斯塔、乔治·科斯塔、祖賓度和古圖，後來他們者都成為國家隊有史以來出場最多的球員之一。

### 早年一線隊生涯
在國家青年隊獲得成功後，昆洛斯在1990年被點名成為國家隊教練，在執教的31場中，贏出14場。昆洛斯在1993年帶領國家隊完成該年最後一場比賽後，在1994年執教葡超球會士砵亭。後來他也曾執教美國球會紐約大都會明星（今紐約紅牛）和日本球會名古屋八鯨，期間，他執筆撰寫了《Q-Report》，書內詳細地計劃了如何加強美國在足球員上的培訓。昆洛斯之後在1999年執教阿聯酋國家足球隊，和在2000年執教南非國家足球隊。在昆洛斯的帶領下，南非獲得2002年世界杯決賽週的席位，但他在技術總監約莫·索諾（Jomo Sono）下台後，在決賽週舉行前辭職。
昆洛斯在2002年6月，成為英格蘭球會曼聯首名外籍助教。他的工作在2002/03球季開始，和費格遜一同工作。而自從2001年夏天助教（Steve McClaren）離開後至昆洛斯來到前，費格遜並沒有助教。昆洛斯到曼聯的首年，即帶領曼聯壓倒一直領先的阿仙奴，贏得英超聯冠軍。

### 在皇馬的失敗
昆洛斯在曼聯的成功吸引了皇家馬德里的注意，想找他代替在2003年夏天離職的（Vicente Del Bosque）。對昆洛斯來說，這是和不少世界足球先生包括齐内丁·齐达内、罗纳尔多和菲戈合作的機會。最終昆洛斯和皇馬簽署兩年的合約。
在2003/04球季，皇家馬德里比較慢熱。但到季中的時候，球會升至榜首位置，而且還在角逐西班牙國王盃和歐洲聯賽冠軍杯。但皇馬在最後五場聯賽全數敗北，只能以第四名完成聯賽，冠軍拱手讓予華倫西亞。而也因為其西班牙杯和歐聯令人失望的表現，結果四年來首次沒贏得任何冠軍。在皇馬執教10個月後，昆洛斯被列出一大堆的管理失誤，最後在2004年5月被辭退。

### 回到奧脫福
昆洛斯和費格遜都認為回到舊東家對雙方具吸引力，2004年曼聯以15分落後阿仙奴，令費格遜在季末被迫聘用臨時助教沃尔特·史密斯來解決燃眉之急。昆洛斯在7月1日回到曼聯，簽署一張三年的合約。
在2005年末，昆洛斯被指是隊長堅尼離開曼聯的主要原因。根據堅尼指出，他不喜歡昆洛斯的管教模式。昆洛斯給他的的責任過於重大，就像主教練一樣，同時不喜歡他的策略。而事件的導火線則在曼聯電視台中的訪問，堅尼被指直接指向昆洛斯。由於沒有人看過有關的片段，其真偽性很難斷定。
在2006年5月，昆洛斯被指會轉至賓菲加執教，他加以否認。後來賓菲加改聘桑托斯作為主教練。在2006年12月，當克林斯曼拒絕美國國家足球隊的邀請後，昆洛斯被指會成為執教美國隊的大熱人選，因為他在美國職業足球大聯盟內有強大的關係。
而昆洛斯亦為曼聯於06/07及07/08球季中，勇奪兩屆英超聯冠軍及一屆歐聯冠軍的功臣之一。

### 葡萄牙國家隊
在2008年歐洲國家盃後，昆洛斯接替史高拉利轉到葡萄牙國家隊執教。

### 伊朗國家隊
2011年4月，凯罗斯出任伊朗队主教练，并率队征战2014年和2018年世界杯。2019年亞洲杯伊朗0-3不敵日本，賽後奎罗斯宣佈辭去伊朗主教練一職。
自从凯罗斯成为伊朗国家球队管理经理后，他就以擅长将散居海外的伊朗球员引入国家队而闻名。这些球员包括德裔伊朗人丹尼尔·达瓦里和阿什坎·德贾加，荷兰裔伊朗人禮薩·古錢內賈德，瑞典裔伊朗人奥米德·纳扎里和萨曼·古多斯。
。

### 埃及队
2021年9月8日，他被任命为埃及教练。2022年2月4日，非洲國家盃4強，他帶領的埃及與東道主喀麥隆隊在120分鐘互交白卷，最終在互射12碼勝3：1，晉身下周一決賽鬥塞內加爾隊，爭逐史上第8次奪冠，而他因為領紅被逐後，將無緣決賽領軍。

## 榮譽
- 歐少杯亞軍：1988年
- 歐青杯亞軍：1988年
- 世青杯冠軍：1989年
- 歐少杯冠軍：1989年
- 世少杯冠軍：1989年
- 歐青杯亞軍：1990年
- 世青杯冠軍：1991年

## 外部連結
- 個人資料